# بتكنان بالا (سياهو)
بتکنان بالا (بالفارسية: پتکنان بالا) هي قرية تقع في إيران في قسم سیاهو الريفي. يقدر عدد سكانها بـ 236 نسمة بحسب إحصاء 2016.